# Badenova
Die Badenova AG & Co. KG (Eigenschreibweise badenova) ist ein Energieversorgungsunternehmen in Südbaden mit Hauptsitz in Freiburg im Breisgau.

## Geschichte

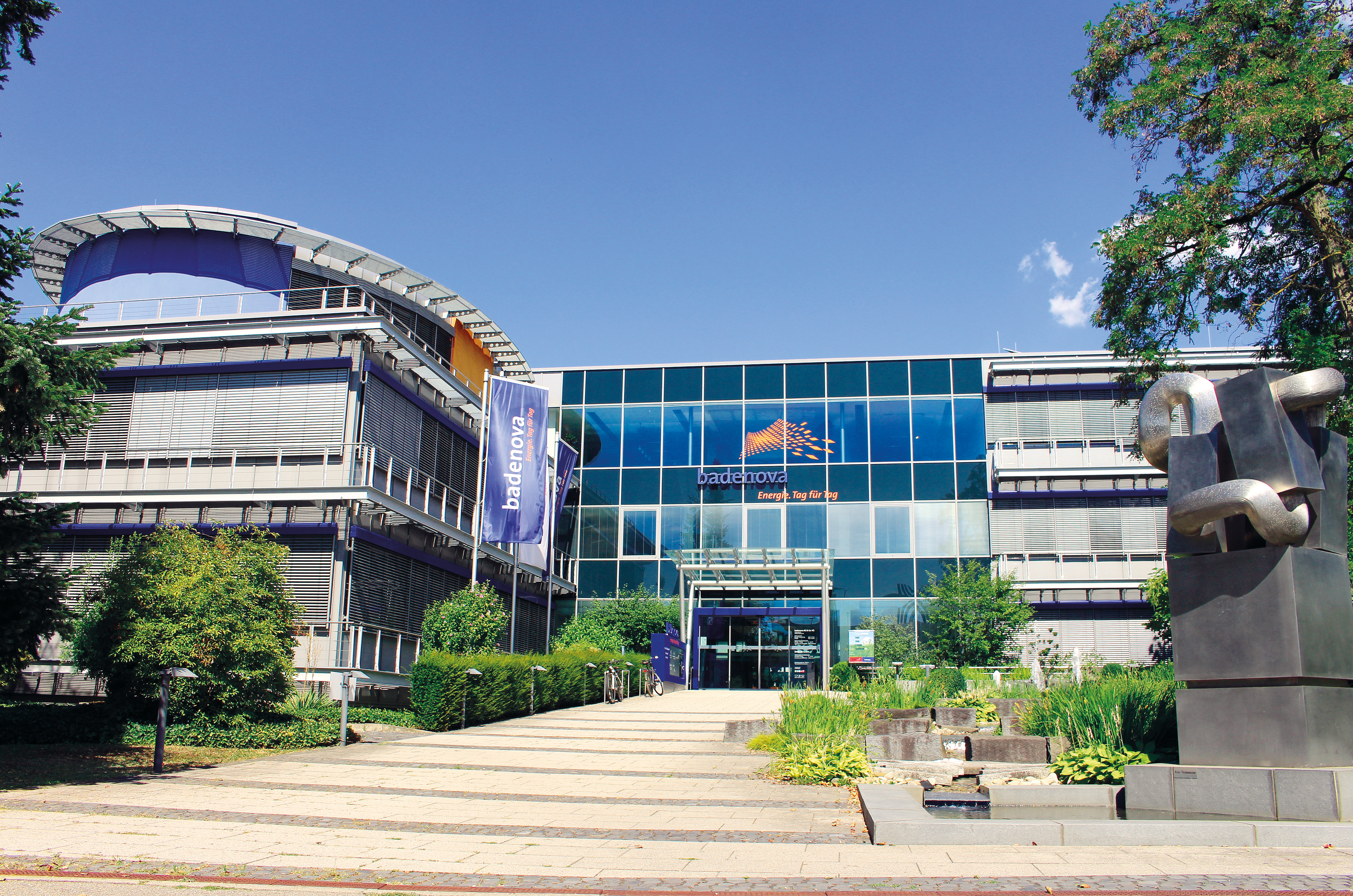
Badenova-Hauptgebäude in Freiburg im Breisgau

Das Unternehmen entstand 2001 aus einer Fusion von Freiburger Energie- und Wasserversorgung (FEW), Gasfernversorgung Mittelbaden (MIBA), Stadtwerke Lahr, Energieversorgung Oberbaden (EVO), Badische Gas- und Elektrizitätsversorgungs AG Lörrach und Gasbetriebe GmbH Emmendingen (GBG). Auslöser für die Fusion war die Liberalisierung des Strommarktes und die damit verbundene Sorge der kommunalen Stadtwerke, alleine gegen die Übermacht der Konzerne im Wettbewerb nicht bestehen zu können. Gründungsvorstände waren Adalbert Häge, Mathias Nikolay, Horst Gute und Harald Seidelmann. Zu Beginn hatte das Unternehmen 1.175 Mitarbeiter.
2002 traten die Gründungsvorstände Adalbert Häge und Horst Gute in den Ruhestand. Für sie rückte der bisherige Geschäftsführer von Energie Schwaben Thorsten Radensleben als Vorstandssprecher in den Vorstand nach und war ab 2005 Vorstandsvorsitzender. Im selben Jahr wurde die zentrale Verbundleitwarte in Freiburg eingerichtet. In den darauffolgenden Jahren beteiligte sich Badenova an vielen Projekten zum Thema Erneuerbare Energien. Beispiele hierfür sind die Inbetriebnahme der Windräder am Schauinsland sowie 2003 am Roßkopf. Im Jahr 2004 wurde das Dach des Dreisamstadions des SC Freiburg mit Solarmodulen ausgestattet. 2005 wurden von Badenova 15 Erdgastankstellen zwischen Hochrhein und Nordschwarzwald installiert. Ab 2007 änderte Badenova ihre Unternehmensstrategie hin zu einer konsequent ökologischen Ausrichtung  und gründete zudem die Wärmetochtergesellschaft Badenova Wärmeplus. Im selben Jahr trat Gründungsvorstand Harald Seidelmann in den Ruhestand. Auf ihn folgte als Vorstandsmitglied der bisherige Vizepräsident im Verwaltungsrat der Thüga Italia mit Sitz in Verona Maik Wassmer. Ebenso 2007 errichtete Badenova die Netzgesellschaft Bn Netze GmbH, die seit 2023 unter dem Namen Badenova Netze GmbH firmiert. Im Jahr 2008 wurden alle Privatkunden auf atomstromfreie Energie umgestellt. Seit 2009 besitzt Badenova Wärmeplus ihr erstes Biogaskraftwerk in Neuried. Im Jahr 2010 startete Badenova dann das sog. kompas-Beteiligungsmodell für Kommunen. Im Jahr 2012 nahm das neue Biogaswerk von Badenova in Bremgarten den Betrieb auf. Die Anlage verfügt über eine Produktionskapazität von jährlich 50.000 Megawattstunden Biomethan. Im selben Jahr gründete der Freiburger Energieversorger die Badenova Wind GmbH deren vorrangiges Anliegen es ist, die regenerative Energieerzeugung dezentral auszubauen und durch ein Bürgerbeteiligungsmodell die Region am südlichen Oberrhein sowie deren Bewohner daran teilhaben zu lassen. Gleichzeitig unterwerfen sie sich einem gemeinsam mit dem Bund für Umwelt und Naturschutz Deutschland (BUND) erarbeiteten Nachhaltigkeitskonzept, dessen besonderes Augenmerk auf Natur- und Artenschutz liegt. Seit 2013 bestehen Vertriebskooperationen mit Vodafone und weiteren Telekommunikationsunternehmen. Badenova erhielt zudem das Umweltsiegel des TÜV Saarland. Zum 1. Januar 2015 kam es zur Neuaufstellung von Badenova nach Geschäftsfeldern. Mitte 2020 schied Finanzvorstand Maik Wassmer aus dem Unternehmen aus. Mitte 2021 traten die Vorstände Hans-Martin Hellebrand und Heinz-Werner Hölscher ins Unternehmen ein. Hellebrand war zuvor Geschäftsführer der E.ON-Tochter Eprimo; Hölscher war zuvor in verantwortlicher Position bei der SWO Netz GmbH in Osnabrück. Anfang 2022 traten Gründungsvorstand Mathias Nikolay sowie der langjährige Vorstandsvorsitzende Thorsten Radensleben in den Ruhestand. Zum 30. April 2024 trat Hölscher aus dem Unternehmen aus.

## Unternehmensstruktur
Neben den Hauptgesellschaftern, der Thüga AG (42,9 %) und der Stadt Freiburg (31,5 %), sind 95 Kommunen bzw. Stadtwerke Eigentümer von Badenova. Die Badenova AG hat derzeit (seit Mai 2024) einen einköpfigen Vorstand, welcher aus Hans-Martin Hellebrand (seit 2021) besteht. Der Vorsitzende des Aufsichtsrats ist der Freiburger Oberbürgermeister Martin Horn.

## Konzerngesellschaften
Die folgenden Konzerngesellschaften, bis auf die FWV allesamt 100-prozentige Tochtergesellschaften, bilden zusammen die Badenova Gruppe (Eigenschreibweise: badenovaGRUPPE), die eigentliche Badenova AG:
- Baden IT (IT-Servicegesellschaft)
- Badenova Beteiligungs GmbH (Beteiligungsgesellschaft)
- Badenova Energie GmbH (Vertriebsgesellschaft)
- Badenova NETZE GmbH (Verteilnetzbetreibergesellschaft)
- Badenova Wärmeplus GmbH (Wärme- und Energieerzeugungsgesellschaft)
- Energie-Service-Dienstleistungsgesellschaft mbH (Dienstleistungsgesellschaft)
- Freiburger Wärmeversorgungs GmbH (FWV)

## Tochterunternehmen und Beteiligungen
Neben den durch gesetzliche Vorgaben zur Unternehmensentflechtung entstandenen Unternehmensbereichen Badenova und Badenova Netze, also der Trennung von Energieerzeugung bzw. -lieferung und dem Betrieb von Strom- und Erdgasnetzen, sind weitere Tochterunternehmen entstanden:

### Baden Campus
Die Baden Campus GmbH & Co. KG, kurz Baden Campus (Eigenschreibweise: badenCAMPUS), hat zum Ziel, Innovatoren und Gründer in der Region zu unterstützen. Die Badenova-Tochter berät Unternehmensgründer inhaltlich und strategisch und stellt ihnen bei Bedarf Räumlichkeiten auf dem Gelände des ehemaligen Badenova-Servicecenters in Breisach zur Verfügung. Die Beratungsangebote von Baden Campus sind kostenfrei und richten sich an alle gründungswilligen Personen der Region. Das im Jahr 2017 gegründete Unternehmen wird vom Ministerium für Wirtschaft, Arbeit und Wohnungsbau des Landes Baden-Württemberg mit EU-Mitteln, gefördert.

### Baden IT
Das 1997 gegründete Unternehmen Baden IT GmbH, kurz Baden IT (Eigenschreibweise: badenIT), ist eine der ältesten Badenova-Töchter. Mit mehreren Rechenzentren in Freiburg und Weil am Rhein stellt das Unternehmen sowohl für die IT-Systeme von badenova als auch für externe Kunden die höchstmögliche Verfügbarkeit für den IT-Betrieb sicher. Neben klassischen IT-Dienstleistungen wie Rechenzentrumslösungen und Cloud-Services bietet Baden IT ein konzerneigenes Glasfaser- und Kupfernetz an und bietet hochverfügbare Breitbandanschlüsse für Unternehmen. Über einen redundanten 100-Gigabit-Ring bindet Baden IT-Unternehmen aus der Region hochperformant an den deutschen Internetknotenpunkt DE-CIX an und ermöglicht eine Direktanbindung zu zahlreichen Hyperscalern. Das Unternehmen beschäftigt 110 Mitarbeiter und erzielte zuletzt einen Umsatz von 27,9 Mio. Euro.

### Badenova Konzept
Bei Badenova Konzept GmbH & Co. KG, kurz Badenova Konzept (Eigenschreibweise: badenovaKONZEPT), handelt es sich um eine gemeinsame Tochtergesellschaft von Badenova und der Sparkasse Freiburg-Nördlicher Breisgau sowie weiterer regionaler Sparkassen. Badenova Konzept entwickelt und realisiert Bebauungspläne, Stadtentwicklungen und Erschließungen für Kommunen und Städte im ganzen Südwesten. Die Gesellschaft wurde 2008 auf Initiative der Badenova gegründet, um Städte und Gemeinden bei der Erschließung von Bauland durch Beratung, Planung, Finanzierung und Vertragsmanagement zu unterstützen.

### Badenova Energie
Aus dem bisherige Geschäftsfeld Markt & Energiedienstleistungen (kurz MED) wurde im Jahr 2023 die Gesellschaft Badenova Energie GmbH gegründet. In dem Unternehmen werden 401.674 Kunden (Stand 2019) mit Erdgas und Strom beliefert. Dem Geschäftsfeld, das den Energiehandel, die Bewirtschaftung von Erdgasspeichern und Kraftwerksbeteiligungen sowie den Vertrieb von Strom, Erdgas und Energiedienstleistungen umfasst, gehören 166 Mitarbeiter an.

### Badenova Netze
Die 2007 unter dem Namen Bn Netze GmbH gegründete Badenova Netze GmbH, kurz Badenova Netze (Eigenschreibweise: badenovaNETZE), ist mit 731 Mitarbeitenden für den Betrieb, die Planung, den Ausbau und die Instandhaltung aller Strom-, Erdgas- und Wassernetze verantwortlich. Das Erdgasnetz ist derzeit 8.278 Kilometer lang. Darin werden mit Hoch-, Mittel- und Niederdruckleitungen rund 182.212 Zähler im Netz versorgt. Bei der Sparte Strom unterhält das Unternehmen 6.667 Kilometer lange Netze. Es gibt 224.583 Zähler im Netz.
Die Netzlänge der Wasserrohre (inklusive Haushaltsanschlüssen) beträgt rund 1.377 Kilometer. Das Unternehmen hat 36.642 Zähler im Netz. Das Versorgungsgebiet umfasst Freiburg und Lahr. Darüber hinaus übernimmt Badenova Netze die Betriebsführungen in verschiedenen Städten und Gemeinden, u. a. in Lörrach und Breisach.

### Badenova Wärmeplus
Die Badenova Wärmeplus GmbH & Co. KG, kurz Badenova Wärmeplus bzw. Wärmeplus (Eigenschreibweise: badenovaWÄRMEPLUS), ist eine hundertprozentige Tochter der Badenova AG & Co. KG. Sie besorgt seit ihrer Gründung im Jahr 2007 im gesamten Marktgebiet zwischen Hochrhein und Nordschwarzwald die Projektierung, den Bau und den Betrieb von Wärmenetzen und -anlagen, sowohl in Eigenregie, als auch für und mit Kunden oder mit Partnerunternehmen. Das Unternehmen hat 125 Mitarbeiter und einen durchschnittlichen Jahresumsatz von rund 47,2 Mio. Euro (inkl. Töchter).

### Caléo
Badenova unterhält eine deutsch-französische Kooperation in der Region Südbaden/Haut-Rhin mit der Société Anonyme d’Économie Mixte Locale Caléo (SAEML), kurz Caléo genannt. Caléo ist eine lokale gemischtwirtschaftliche Aktiengesellschaft mit Sitz im oberelsässischen Guebwiller. Als kommunales Stadtwerk sorgt Caléo für die Versorgung von Erdgas und Wasser in Guebwiller und über 20 umliegenden Gemeinden. Zur weiteren Entwicklung von Caléo hat die Stadt Guebwiller als Mehrheitsaktionär von Caléo 2018 beschlossen, Badenova als strategischen Partner in den Kreis der Aktionäre von Caléo aufzunehmen. Badenova hat sich mit 44,45 % am elsässischen Stadtwerk beteiligt. Ziel ist eine strategische und operative Zusammenarbeit auf allen Gebieten der Energieversorgung, speziell aber auch bei Themen der regionalen Energiewende. Das Stadtwerk Caléo, dessen Wurzeln bis ins Jahr 1898 zurückreichen, hat im Jahr 2019 mit 37 Mitarbeitern einen Umsatz von 18,0 Millionen Euro bei einer Bilanzsumme von 36,0 Mio. Euro erwirtschaftet.
Caléo ist mit 5,04 % an der Gesellschaft Hydrocop beteiligt, einem unabhängige Betreiber von Wasserkraftwerken in Frankreich.
Des Weiteren hat Caléo 2013 die Tochtergesellschaft Gazena für den Vertrieb von Gas und Strom auch außerhalb des eigenen Netzgebietes gegründet. Präsident des Verwaltungsrats von Caléo ist der Bürgermeister von Guebwiller, Francis Kleitz.

### ESDG
Die Energie-Service-Dienstleistungsgesellschaft mbH kümmert sich hauptsächlich um die Energieversorgung von kirchlichen, sozialen und karitativen Einrichtungen in ganz Deutschland und agiert dabei grundsätzlich interkonfessionell. Die ESDG tritt auf dem Markt völlig eigenständig auf. Zum Kundenstamm zählen sowohl kleine als auch größere Kunden sowie Großverbraucher oder solche mit zahlreichen, dezentralen Abnahmestellen. Die ESDG liefert dabei nicht nur Strom oder Gas, sondern wickelt auch die komplette Abrechnung der Vertragsstellen ab.

### home&smart
An der homeandsmart GmbH ist Badenova zusammen mit der KIC InnoEnergy SE und der Thüga AG seit 2017 beteiligt. Das Karlsruher Unternehmen betreibt ein Verbraucherportal zu den Themen Smart Home, Sprachassistenten und Elektromobilität. Seit 2019 wurde das Unternehmen zu jeweils hälftigen Anteilen von Thüga und Badenova übernommen.

### Providata
Die Providata GmbH, kurz Providata (Eigenschreibweise: providata), ist ein bundesweit tätiger Abrechnungsdienstleister in der Energieversorgungsbranche mit Sitz in Schwerin; Freiburg ist Zweitsitz. Das Unternehmen entstand durch Fusion von zweier Thüga-Plusgesellschaften: Das in Schwerin ansässige Unternehmen E.Dat GmbH (Eigenschreibweise e.dat) und das in Freiburg ansässige Unternehmen E-Maks GmbH (Eigenschreibweise: E-MAKS). Das neue Unternehmen firmierte ab dem 1. August 2022 als Providata und beschäftigt 450 Mitarbeitende (Stand: 2022).
Providata bedient als Experte für energiewirtschaftliches Prozess- und Datenmanagement den deutschen Markt. Anteilseigner von Providata sind mit je 42,5 Prozent die Badenova AG und die Wemag AG in Schwerin, sowie die Thüga AG aus München mit 15 Prozent. Der Schwerpunkt von Providata liegt in den Bereichen Billing, Forderungs- und Energiedatenmanagement, Marktkommunikation, Messservice und -technik sowie spezialisiertem Kundenservice für Energie- und Wasserversorgungsunternehmen. Darüber hinaus bietet das Unternehmen Lösungen im Bereich des Internets der Dinge, Robotergestützte Prozessautomatisierung und der Betriebskostenabrechnung für die Wohnungswirtschaft an.

### Regio Data
Das im Jahr 1997 gegründete Unternehmen Regio Data GmbH, kurz Regio Data (Eigenschreibweise: regioDATA), bietet als Dienstleister komplette Lösungen rund um Geoinformationssysteme (GIS) und Geodatenmanagement für Unternehmen und Kommunen im Versorgungsgebiet von Badenova an. Raumbezogene Informationssysteme für Ver- und Entsorgungsnetze sind das Spezialgebiet des Unternehmens. Regio Data bietet des Weiteren umfassende Ingenieursleistungen und eine lückenlose Netzdokumentation über alle Sparten. Mit neun Vermessungstrupps ist Regio Data Ansprechpartner in vermessungstechnischen Fragestellungen. Neben der Spartenkompetenz der Ver- und Entsorgungsleitungen ist Regio Data mit Messtechnik für Deformations- und Ingenieursvermessung sowie DGM-Berechnungen ausgerüstet. Das Unternehmen beschäftigt aktuell 130 Mitarbeiter und erzielte 2019 einen Umsatz von rund 10 Mio. Euro.

### Sparstrom
Die Sparstrom Energievertriebs GmbH (Eigenschreibweise: sparstrom) gehört seit dem 1. Januar 2021 zu 100 % der Badenova. Das Kölner Unternehmen wurde 2016 gegründet und ist im Bereich der Energie- und Dienstleistungsvermarktung tätig.

### Überblick aller Beteiligungen
Alphabetisch sortiert, Unternehmensanteile in Klammern.

#### Unmittelbar verbundene Beteiligungen
- BadenCampus GmbH & Co. KG, Freiburg (100 %)
- BadenCampus Verwaltungs-GmbH, Freiburg (100 %)
- Baden IT GmbH, Freiburg (100 %)
- Badenova Energie GmbH, Freiburg (100 %)
- Badenova Beteiligungs-GmbH, Freiburg (100 %)
- Badenova Verwaltungs-AG, Freiburg (100 %)
- Badenova Wärmeplus GmbH & Co. KG, Freiburg (100 %)
- Badenova Wärmeplus Verwaltungs-GmbH, Freiburg (100 %)
- Badenova Netze GmbH, Freiburg (100 %)
- Encore GmbH, Freiburg (100 %)
- Energie-Service Dienstleistungsgesellschaft mbH, Freiburg (100 %)
- Infrastruktur-Trägergesellschaft mbH & Co. KG (68 %)
- Infrastruktur-Verwaltungsgesellschaft mbH (68 %)
- Sparstrom Energievertriebs GmbH, Köln (100 %)

#### Mittelbar verbundene Beteiligungen
- Badenova Konzept Verwaltungs-GmbH, Freiburg (51 %)
- Badenova Wind GmbH, Offenburg (100 %)
- Ee-Invest Vier GmbH & Co. KG, Freiburg (100 %)
- Energiegesellschaft Mühlheim Verwaltungs-GmbH, Mühlheim (100 %)
- Freiburger Wärmeversorgungs GmbH, Freiburg (51 %)
- Freinet GmbH, Freiburg (100 %)
- Kunzweiler GmbH Hoch- und Tiefbau, Rust (100 %)
- Regio Data Gesellschaft für raumbezogene Informationssysteme mbH, Lörrach (51 %)
- Trea Breisgau Energieverwertung GmbH, Eschbach (60 %)
- Wärme Süd-West GmbH, Freiburg (55 %)
- Wärmegesellschaft Kehl GmbH & Co. KG, Kehl (60 %)
- Wärmegesellschaft Kehl Verwaltungs-GmbH, Kehl (60 %)
- Windpark Hohenlochen GmbH & Co. KG, Freiburg (53 %)
- Windpark Kallenwald GmbH & Co. KG, Freiburg (100 %)

Außerdem besitzt das Unternehmen unmittelbar und mittelbar assoziierte Beteiligungen.

## Produkte und Dienstleistungen

### Strom
Badenova hat einen Netzabsatz von 1.533 Mio. kWh. Davon entfallen 887 Mio. kWh auf Privatkunden und 1.947 Mio. kWh auf Geschäftskunden. Für Privatkunden besteht der Strom zu 100 % aus erneuerbaren Energien. Das Unternehmen beliefert zudem auch Gewerbekunden und Industriekunden. Zu bekannten Kunden gehören u. a. der Europa-Park in Rust, die Allianz Arena in München oder der SC Freiburg.

### Erdgas
Badenova bietet verschiedene Erdgas-Angebote an. Das Unternehmen hat einen Netzabsatz von 14.220 Mio. kWh. Davon entfallen 4.386 Mio. kWh an Privat- und Gewerbekunden und 2.155 Mio. kWh an Geschäftskunden. 290.000 Kunden werden im Einzugsgebiet von Badenova mit Erdgas versorgt.

### Wärme
Das Geschäftsfeld Wärme & Erzeugung bündelt in der Badenova-Gruppe sämtliche Aktivitäten zu Planung, Bau und Betrieb innovativer Wärmeerzeugungsanlagen. Im Bereich der erneuerbaren Energien werden hier Entwicklung, Bau und Betrieb von Biogas-, Windkraft und Solaranlagen verantwortet. Der Netzabsatz im Jahr 2020 betrug dabei 289 Mio. kWh, die Trassenlänge 150 km, die Anzahl der Erzeugungsanlagen beläuft sich, inkl. Tochtergesellschaften, auf 122.

### Wasser
Badenova hatte im Jahr 2020 einen Wasser-Netzabsatz von 21 Mio. m³ bei einer Netzlänge (inklusive Hausanschlüsse) von 1.377 km und rund 36.642 Wasserzählern.

### Bauen und Modernisieren
Im Bereich Bauen & Modernisieren werden Produkte und Dienstleistungen zu Heizung, Photovoltaik und Gebäudeeffizienz angeboten. Bei Heizungsmodernisierung bietet Badenova Heizungen zum Mieten oder Kaufen bei freier Wahl der Heiztechnik (z. B. Brennwerttechnik, Wärmepumpe, Blockheizkraftwerk) und des Energieträgers (z. B. Erdgas, Erdöl, Holzpellet|Holzpellets) an. Zudem baut Badenova individuelle Photovoltaikanlagen – optional mit Batteriespeicher – um Strom selbst zu erzeugen und zu speichern. Badenova berät zu gesetzlichen Auflagen (EWärmeG) und Energieeinsparmöglichkeiten.

### Smart Home
Badenova stellt Anwendungen zur Heizungssteuerung sowie Stromverbrauchsmessung zur Verfügung und informiert die Nutzer auf ihrer Website rund um das Thema Smart Home.

### Telekommunikation
Das Unternehmen führt neben seinen Energiedienstleistungsprodukten auch Telekommunikationsprodukte: Mobilfunk, DSL und Festnetz. Hierbei ist es dem Kunden möglich, Verträge mit verschiedenen Telekommunikations-Dienstleistern wie Vodafone, Deutsche Telekom oder O2 abzuschließen. Auch Hardware wie Smartphones oder Tablets werden im Bundle mit Strom- und Erdgasverträgen vertrieben.

### E-Mobilität
Für das Laden zu Hause bietet Badenova eigene Wallboxen an. Für das Laden unterwegs stellt Badenova die Badenova-Ladekarte mit rd. 10.000 Ladepunkten auf nationaler und europäischer Ebene bereit.

## Sonstiges

### Badenova-Stadion
Das früher vom SC Freiburg als Heimstadion genutzte Dreisamstadion trug von Juni 2004 bis Dezember 2011 den Sponsorennamen Badenova-Stadion. Das Unternehmen ist weiterhin Sponsor des Vereins.

### Forschung & Entwicklung
Badenova engagiert sich mit etlichen Partnern in Forschung und Entwicklung, um Lösungen zur nachhaltigen Gewinnung und effizienten Nutzung von Energie anzubieten. Unter anderem sind das die Hochschule Offenburg, der Naturpark Schwarzwald Mitte/Nord, die Universität Freiburg und verschiedene Fraunhofer-Institute.

### Stromkennzeichnung
Der Stromabsatz der Badenova-Gruppe liegt bei etwa 1,6 Milliarden Kilowattstunden pro Jahr. Privatkunden werden seit 2008 mit Strom versorgt, der nicht aus Kernkraftwerken stammt, seit Jahresbeginn 2011 mit zertifiziertem Ökostrom. Für die Badenova war die Verteilung der Herkunft des Stroms im Jahr 2019 wie folgend:
|                                    | bundesweiter Durchschnitt | Badenova- Gesamtstrommix |
| ---------------------------------- | ------------------------- | ------------------------ |
| Erneuerbare Energieträger          | 44,3 %                    | 84,4 %                   |
| Kernenergie                        | 13,5 %                    | 03,4 %                   |
| fossile und sonstige Energieträger | 42,2 %                    | 12,2 %                   |
| Radioaktiver Abfall                | 0,0004 g/kWh              | 0,0001 g/kWh             |
| Kohlendioxidemissionen             | 352 g/kWh                 | 90 g/kWh                 |

### „Zukunft Gas“
Badenova ist Mitglied der Lobbyorganisation Zukunft Gas, wird diese aber bald verlassen.